# China-Airlines-Flug 006
Der China-Airlines-Flug 006 (Rufzeichen: Dynasty 006) war ein Nonstop-Flug zwischen Taipeh und Los Angeles, der am 19. Februar 1985 in einen schweren Unfall verwickelt war. Über dem Pazifik, kurz vor der amerikanischen Küste, kam es zu einem Triebwerksausfall, in dessen Folge die Boeing 747SP in einen Sturzflug überging und binnen zwei Minuten etwa zehn Kilometer an Höhe verlor. Das Flugzeug wurde stark beschädigt und zwei Insassen wurden ernsthaft verletzt. Das Flugzeug konnte in San Francisco notlanden.

## Unfallhergang

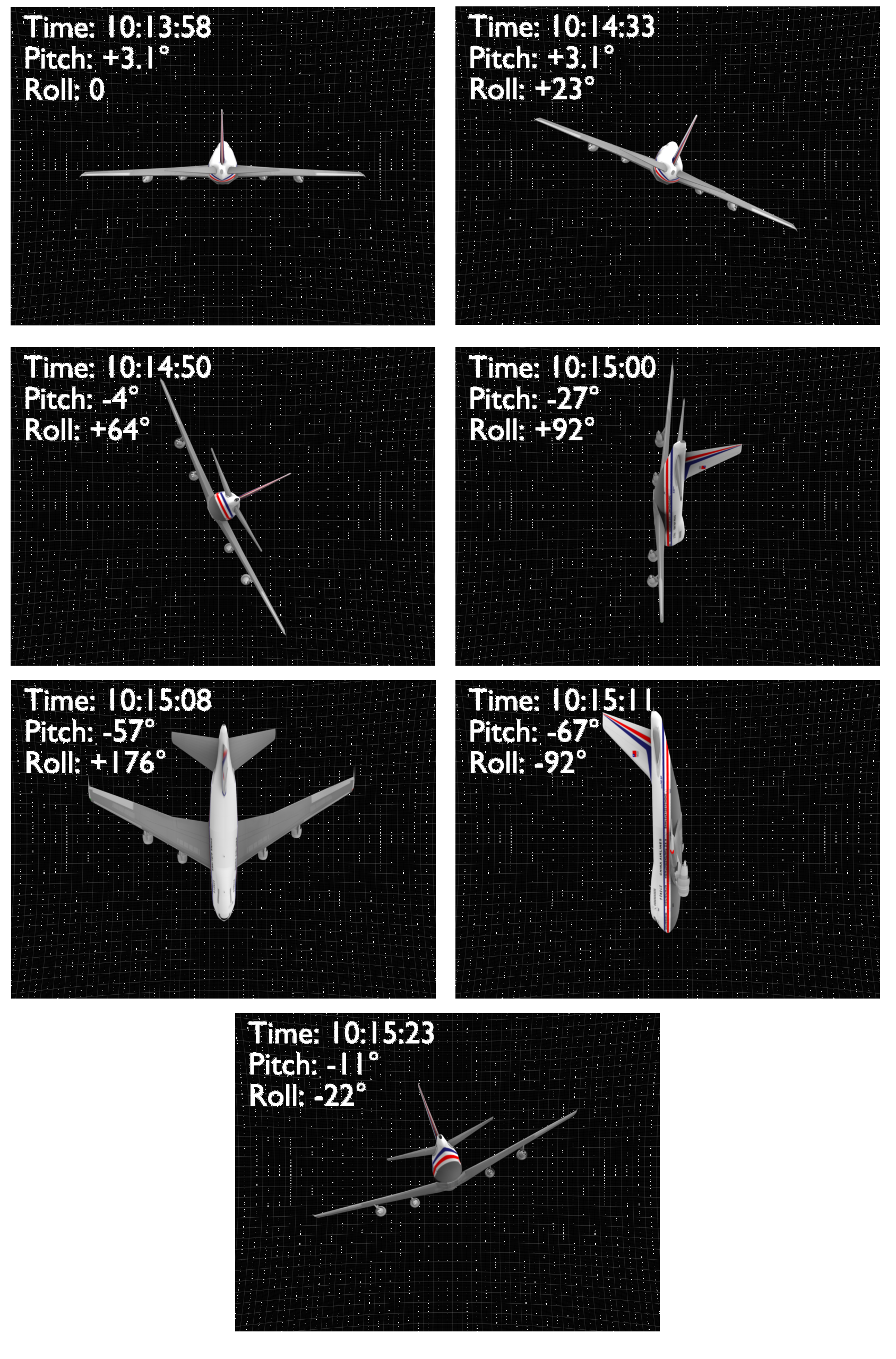
Verlauf des Sturzes

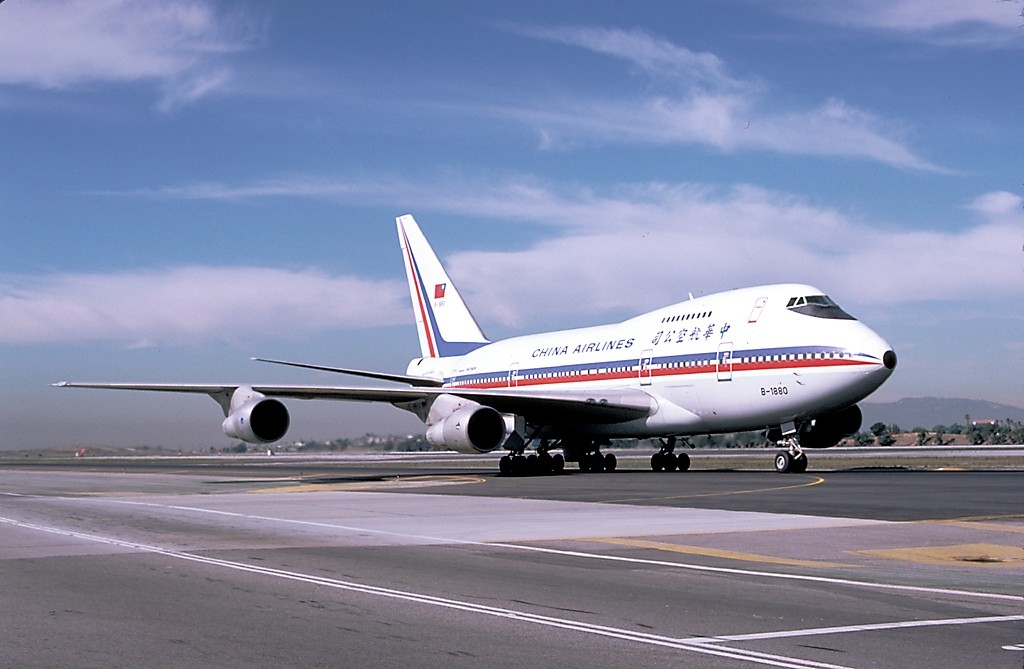
Baugleiche Boeing

Ungefähr zehn Stunden nach dem Start in Taipeh geriet die Maschine der China Airlines in Turbulenzen. Der Autopilot versuchte, den Turbulenzen entgegenzuwirken. Als die automatische Schubregelung mehr Leistung geben wollte, verblieb der zu Triebwerk Nummer vier gehörige Schubhebel jedoch in Leerlaufstellung. Der Bordingenieur ging deshalb fälschlicherweise von einem vollständigen Stillstand des Triebwerks aus und bat die Flugkontrolle, auf eine geringere Flughöhe gehen zu dürfen, um das Triebwerk dort neu zu starten.
Während die Geschwindigkeit abnahm, vernachlässigte der Kapitän die Tatsache, dass die Höhenkontrolle des Autopiloten in Funktion geblieben war. Erst als das Querruder bereits einen ungewöhnlichen Ausschlag erreicht hatte, schaltete er den Autopiloten aus, um in den Sinkflug überzugehen, ohne aber die Trimmung zu korrigieren; es kam zum Strömungsabriss.
Die Maschine drehte sich mit 63 Grad auf die rechte Seite und ging in einen unkontrollierten Sturzflug über. Innerhalb von 112 Sekunden verlor die Maschine 20.500 Fuß (6300 m) Höhe. Die Beschleunigung erreichte 5,1 g; zugelassen war die Maschine für maximal 2,5 g. Durch diese Strukturüberlastung wurden beide Tragflächen bleibend verbogen, die Fahrwerksverriegelungen teilweise gebrochen und aus beiden Höhenflossen mehrere Meter abgebrochen (siehe Bild oben), das Hilfstriebwerk (APU) wurde aus der Verankerung gerissen.
Die Crew war aufgrund räumlicher Desorientierung und der auftretenden enormen Kräfte zunächst unfähig, dem weiteren Fall entgegenzuwirken. Als die Wolkenuntergrenze bei 3300 Metern durchbrochen wurde, erlangten die Piloten wieder die Kontrolle über das Fluggerät und konnten mit starker Beschädigung des Flugzeugs in San Francisco notlanden. Trotz des dramatischen Verlaufs des Unfalls überlebten alle Fluggäste.